# Psellonus
Psellonus là một chi nhện trong họ Philodromidae.